# Väinö Kajander
Väinö Viktor Kajander (30. listopadu 1893 Elimäki, Finsko – 16. září 1978 Helsinky, Finsko) byl finský zápasník, reprezentant v zápase řecko-římském. V roce 1932 na olympijských hrách v Los Angeles vybojoval stříbrnou medaili ve welterové váze.
V roce 1930 vybojoval zlato na Dělnickém mistrovství světa. V letech 1920 až 1923, 1926 a 1928 vybojoval titul finské Dělnické sportovní federace ve střední váze. V roce 1936 ukončil aktivní kariéru.